# Pseudobryobia konoi
Pseudobryobia konoi är en spindeldjursart som beskrevs av Baker och James P. Tuttle 1994. Pseudobryobia konoi ingår i släktet Pseudobryobia och familjen Tetranychidae. Inga underarter finns listade i Catalogue of Life.